# Kersland Manor House

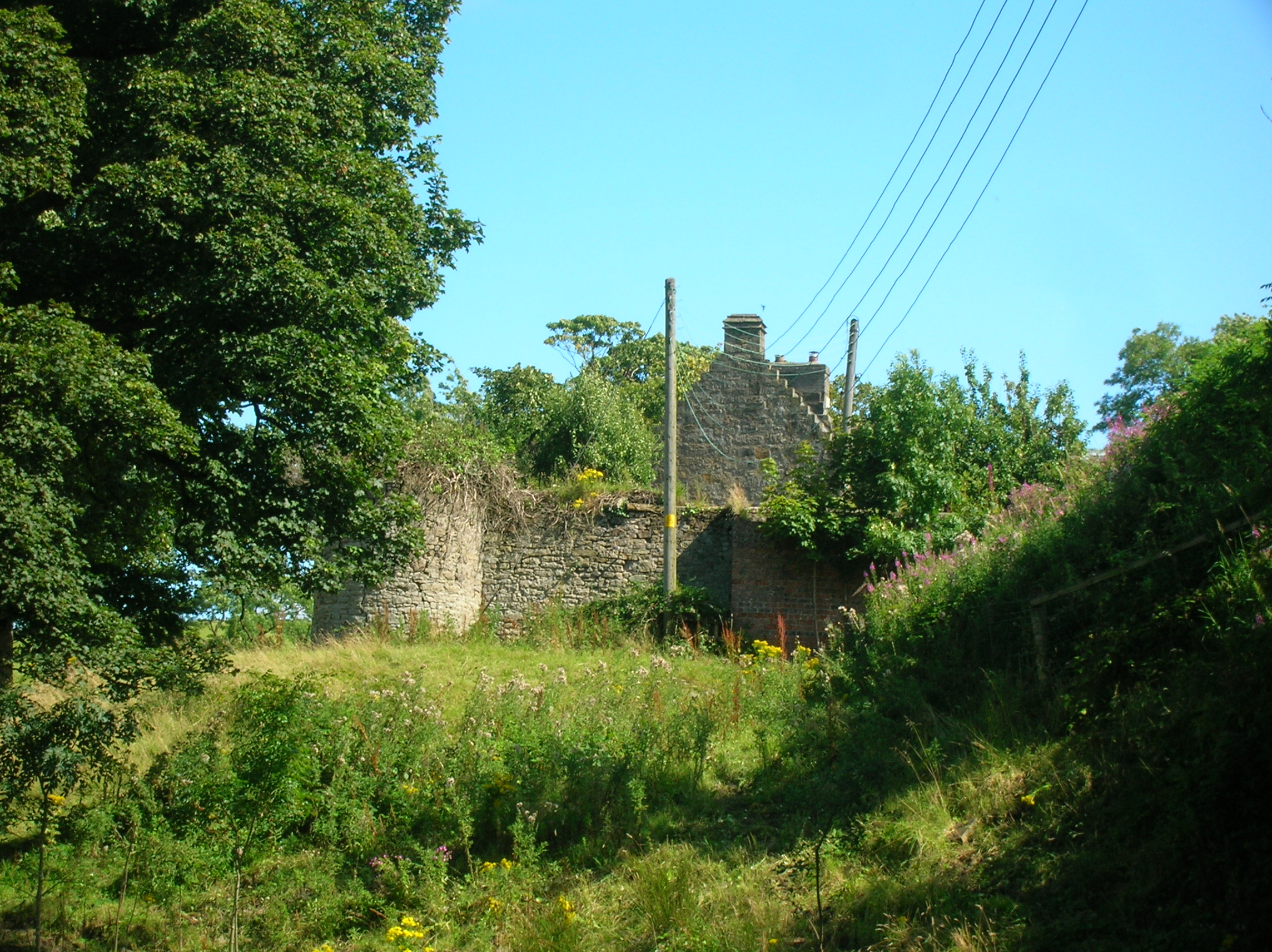
Kersland Manor House und Einfriedung

Kersland Manor House war ein Herrenhaus etwa 2,5 km nordöstlich von Dalry in der schottischen Council Area North Ayrshire. In der Nähe liegt der Fluss Garnock.

## Geschichte

### Das Baronat

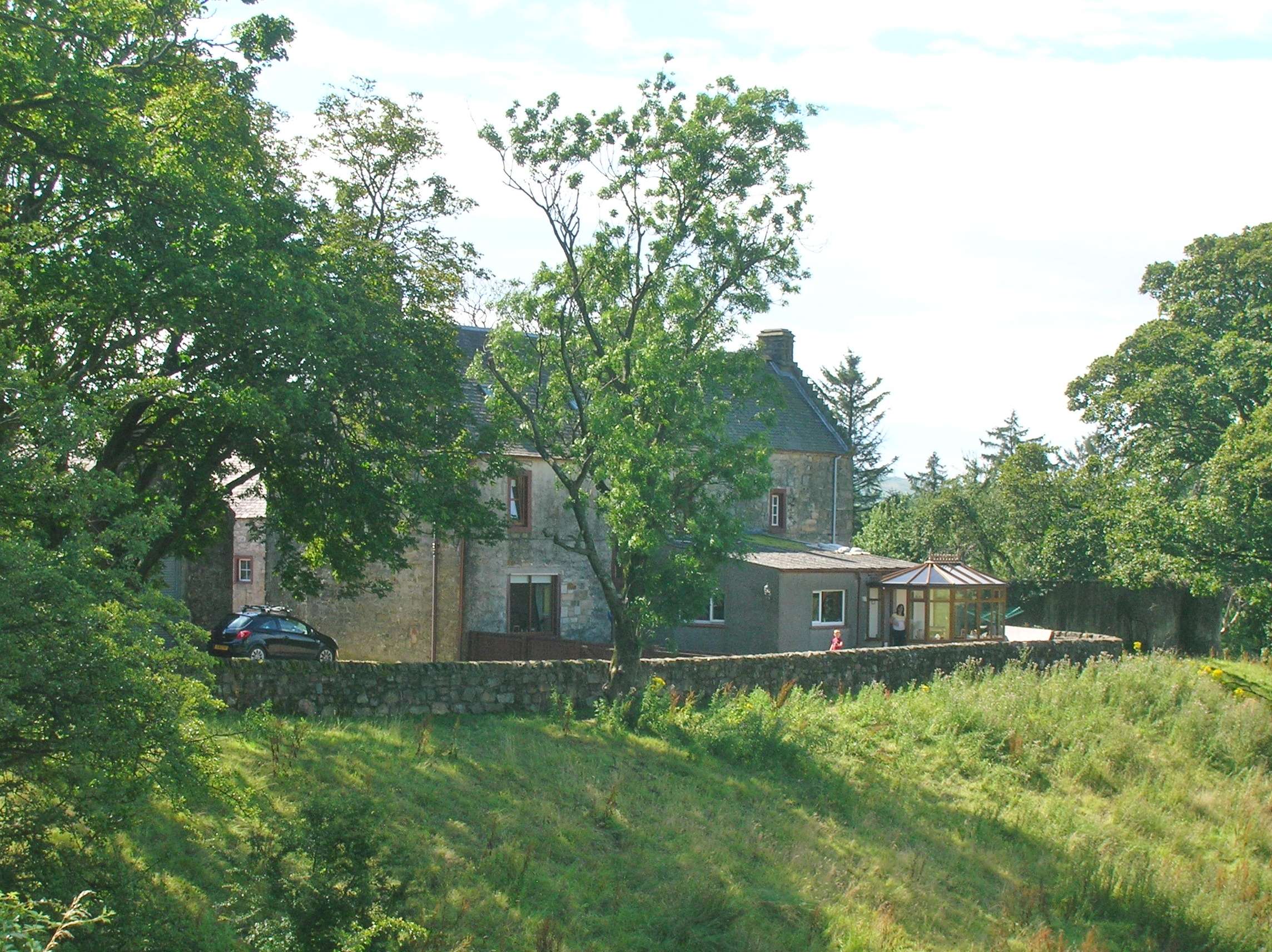
Kersland House

Das Baronat Kersland war einst ausgedehnt, aber nach der Zeit der Kerrs wurde das Land aufgeteilt. John Smith aus Swineridgemuir kaufte das Anwesen, nachdem es mehr als 500 Jahre der Familie Kerr gehört hatte. Im 15. Jahrhundert hatte die Gemeinde vier weitere Baronate: Kelburne, Blair, Lynn und Pitcon. Kersland lag am Ufer des Flusses Garnock und bestand aus den Anwesen Kersehead, Coalheugh-glen, Tod-hills, Brown-hills, Davids-hills und Auchengree, zusammen etwa 280 Hektar landwirtschaftlich nutzbares Land.

### Das Herrenhaus

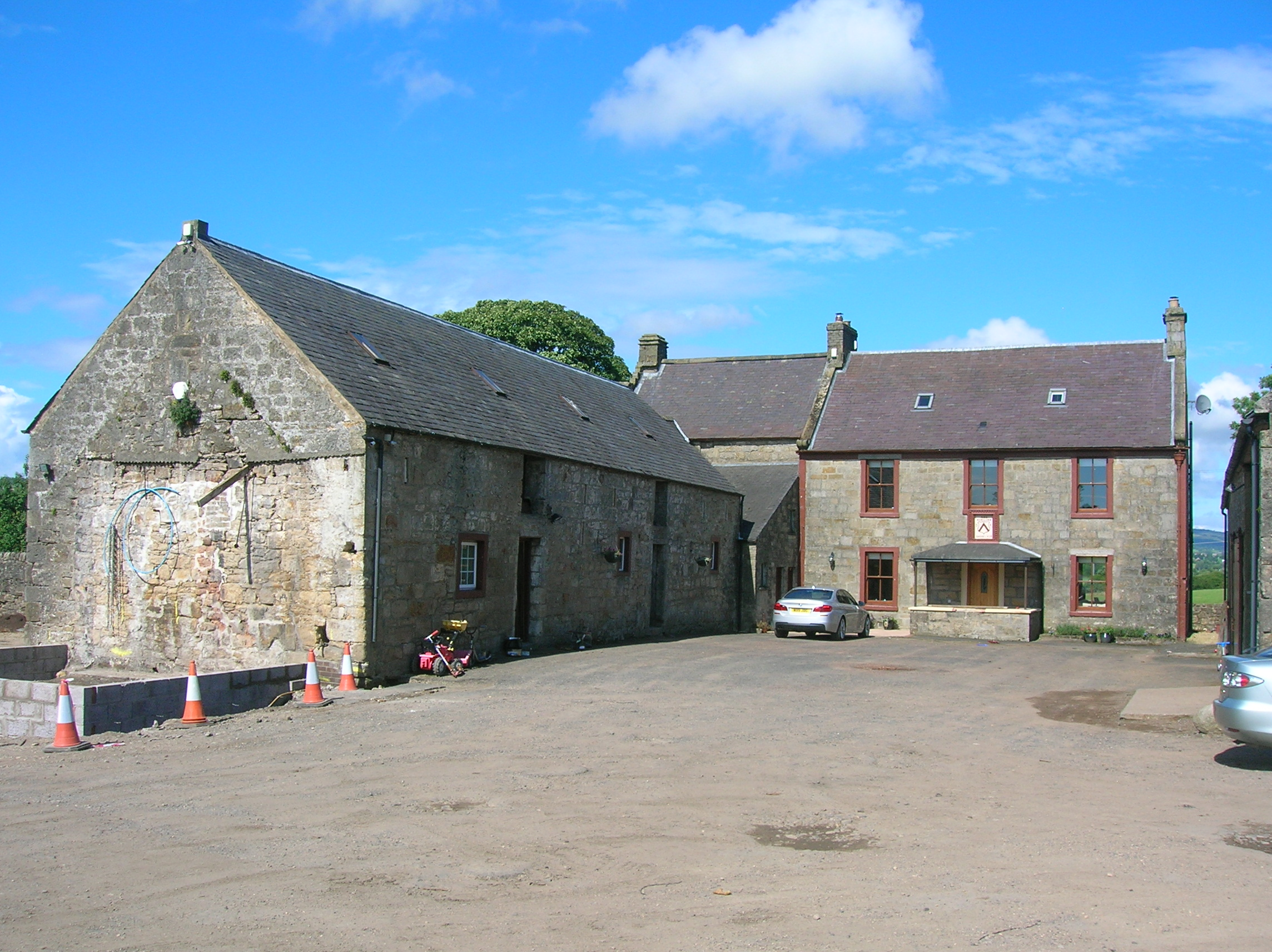
Die alte East Kersland Farm

Das alte Herrenhaus oder die alte Burg von Kersland stand auf der Easter Kersland Farm. Die Überreste des Tower House mit L-förmigem Grundriss wurden in das Bauernhaus eingebaut. Die Einfriedungsmauer ist noch erhalten und besitzt einen starken Eckturm zur Verteidigung. Paterson notiert, dass das Tower House vom Feudalherrn, Robert Ker, fast vollständig abgerissen. Die erhaltenen beiden Kammern mit Gewölbedecken und 2,4 Meter dicken Mauern, die später als Milchkammer und Stall dienten, waren bis vor Kurzem Teil der Büros der Easter Kersland Farm.
Über der Eingangstür des Wohnhauses befindet sich ein behauener Stein, der von dem alten Herrenhaus stammt und das Wappen der Familie Ker und die Inschrift „Daniel Ker Kersland – 1604“ trägt. Dieser Datumsstein wurde übermalt. „Karrisland“ ist auf Timothy Ponts Landkarte um 1604 verzeichnet, ebenso die Ortsnamen „Karshead“, „Todsle“, „Dysil“ und „Achingry“. 1685 erscheint der Name „Carsland“. Das Anwesen war von Bäumen umgeben und hatte einen Obsthain von beträchtlichen Ausmaßen. Kersland Mains war an der Auffahrtsstraße von Dalry und wurde zur Wester Kersland Farm, als das Herrenhaus abgerissen wurde. Die Kersland Farm ist als Denkmal der Kategorie B klassifiziert.